# Samana, Punjab
Samana là một thành phố và là nơi đặt hội đồng đô thị (municipal council) của quận Patiala thuộc bang Punjab, Ấn Độ.

## Địa lý
Samana có vị trí 30°10′B 76°11′Đ / 30,16°B 76,19°Đ Nó có độ cao trung bình là 240 mét (787 feet).

## Nhân khẩu
Theo điều tra dân số năm 2001 của Ấn Độ, Samana có dân số 46.509 người. Phái nam chiếm 53% tổng số dân và phái nữ chiếm 47%. Samana có tỷ lệ 66% biết đọc biết viết, cao hơn tỷ lệ trung bình toàn quốc là 59,5%: tỷ lệ cho phái nam là 70%, và tỷ lệ cho phái nữ là 61%. Tại Samana, 13% dân số nhỏ hơn 6 tuổi.